# 충무로 (천안시)
충무로(忠武路)는 충청남도 천안시 동남구 신방동에서 쌍용역, 남부오거리를 지나 구성동까지를 잇는 도로이다. 천안의 동서를 이어주는 간선 도로 중의 하나이다.

## 주요 경유지
| 교차로 이름     | 접속 도로                | 소재지   | 소재지   | 소재지 |
| --------------- | ------------------------ | -------- | -------- | ------ |
| 신방 삼거리     | 국도 제21호선 (남부대로) | 천 안 시 | 동 남 구 | 신방동 |
| 공구단지 사거리 | 월봉4로                  | 천 안 시 | 서 북 구 | 쌍용동 |
| 방아다리 사거리 | 월봉로                   | 천 안 시 | 서 북 구 | 쌍용동 |
| 이마트 사거리   | 서부대로                 | 천 안 시 | 서 북 구 | 쌍용동 |
| 일봉산 사거리   | 쌍용대로 불당대로        | 천 안 시 | 서 북 구 | 쌍용동 |
| 남부 오거리     | 대흥로 중앙로            | 천 안 시 | 동 남 구 | 청수동 |
| 충무로 사거리   | 충절로                   | 천 안 시 | 동 남 구 | 원성동 |
| 구성 삼거리     | 국도 제1호선 (천안대로)  | 천 안 시 | 동 남 구 | 구성동 |

## 주요 건물 및 시설
- 기아자동차 천안남부지점(충무로 54/신방동 790-1)
- 쉐보레 천안중앙점 (충무로 53/신방동 780-10)
- CU 천안충무로점 (충무로 66/신방동 781-6)
- 천안축산농협 신쌍용지점(충무로 130/쌍용동 436-9)
- 스타벅스 천안쌍용점 (충무로 133/쌍용동 446-23)
- 예일병원 (충무로 129/쌍용2동 446-14)
- 대신택배 천안쌍용점 (충무로 153/쌍용2동 449-6)
- 이화병원 (충무로 165/쌍용동 494-4)
- 현대오일뱅크 직영 대양셀프주유소(충무로 166/쌍용동 394-1)
- 맥도날드 천안쌍용역DT점(충무로 166/쌍용동 394-1)
- 한국타이어 T스테이션 천안쌍용점(충무로169/ 쌍용2동 494-19)
- 굿모닝비교기과(충무로 175/ 쌍용동 494-20)
- 이마트 (충무로 187/ 쌍용1동 191)
- 신한은행 (충무로 194/ 쌍용동 198-2)
- 시온약국 (충무로 194/ 쌍용동 198-2)
- 빽다방 천안쌍용이마트점 (충무로 196/쌍용동 198-3)
- KB국민은행 (충무로 204 쌍용동 200-3)
- 건강약국 (충무로 209/쌍용동 203-9)
- KT 쌍용빌딩(충무로 218/ 쌍용동 387-4)
- 남산파출소 (충무로 437/원성동 601-9)
- 남산당중국한의원 (충무로 477/원성동 587-5)
- 건민약국 (충무로 488/구성동 476-1)
- 스피드메이트 천안구성점 (충무로 502/구성동 432-1)
- 한국전기안전공사 천안아산지사 (충무로 504/구성동 432-2)
- Tworld 홍익대리점 원성직영점 (충무로 505/원성동 579-10)
- 르노코리아자동차 서비스코너천안점 (충무로 523/ 원성동 651-7)